# Рыцари Зодиака (фильм)
«Рыцари Зодиака» (англ. Knights of the Zodiac; в Японии известен как: Saint Seiya: The Beginning (яп. 聖闘士星矢 The Beginning Seinto Seiya Za Biginingu)) — художественный фильм режиссёра Томаша Багиньского по сценарию Джоша Кэмпбелла, Мэтта Стюэкена и Киля Мюррея. Экранизация манги Saint Seiya Масами Курумады. В фильме снялись Маккэнъю Арата, Мэдисон Айсмен, Шон Бин и Фамке Янссен
Фильм был выпущен в Японии 28 апреля 2023 года. Премьера фильма в США состоялась 12 мая. Фильм получил в основном негативные отзывы критиков и стал настоящим кассовым провалом, собрав 6,7 миллиона долларов при бюджете в 60 миллионов долларов.

## Сюжет
Подросток Сейя, проводит время, сражаясь за деньги, пока разыскивает свою похищенную сестру. В одной из драк он невольно открывает в себе мистические способности, о которых даже не подозревал. Вскоре Сейя оказывается в мире враждующих святых, древних магических тренировок и реинкарнированной богини, которая нуждается в его защите. Чтобы выжить, ему придется принять свою судьбу и пожертвовать всем, чтобы занять достойное место среди рыцарей Зодиака.

## В ролях
- Маккэнъю Арата — Сейя
- Мэдисон Айсмен — Сиенна/Афина
- Шон Бин — Алман Киддо
- Диего Тиноко — Нерон - рыцарь Феникса
- Фамке Янссен — Гураад
- Ник Стал — Кассио
- Марк Дакаскос — Мулок
- Кейтлин Хатсон — Марин, рыцарь Орла
- Т.Дж. Сторм — Дократес

## Производство
Создатель манги Saint Seiya Масами Курумада хотел экранизировать её в виде полнометражного фильма почти столько же, сколько работал над мангой, и в 2016 году Toei Animation впервые сообщила, что ведётся разработка такой адаптации. Позже, в мае 2017 года, Toei дала проекту зелёный свет, а режиссером стал Томаш Багиньский. Первоначально проект должен был быть совместным с Sony Pictures и китайской компанией A Really Good Film Company, которая впоследствии вышла из проекта. Оригинальный сценарий был адаптирован Джошем Кэмпбеллом и Мэттом Стюэкеном, с последующими дополнениями Киля Мюррея. Актёрский состав был объявлен в сентябре 2021 года, и включил Маккэнъю Арата, Мэдисон Айсмен, Шона Бина, Диего Тиноко, Фамке Янссен, Ника Стала и Марка Дакаскоса.
Съёмки проходили с июля по сентябрь 2021 года в Венгрии, бюджет фильма составил $60 млн. Энди Ченг выступил постановщиком боёв и трюков.

## Релиз
Фильм вышел в прокат в Латинской Америке 27 апреля 2023 года и 28 апреля в Японии. Премьера фильма в США состоялась 12 мая 2023 года.
Фильм выйдет в цифровом формате 27 июня, а релиз Blu-ray и DVD состоится 11 июля.